# Ingel Bergöö
Ingel Bergöö, född 4 juni 1832 i Ramnäs socken, död 24 december 1906 i  Lindesbergs stadsförsamling, var en svensk borgmästare.
Ingel Bergöö blev student vid Uppsala universitet 1852 och avlade kameralexamen 1856. År 1865 blev han vice häradshövding och tjänstgjorde från 1867 i Linde domsaga. Sedan borgmästaren i Lindesbergs stad Salomon Rubin avlidit samma år blev Bergöö utsedd till tillförordnad borgmästare. När tjänsten 1871 utlystes sökte han den men den gick i stället till häradshövding Axel Gustafsson. Han avled dock redan efter att ha tjänstgjord några månader 1872, och då tjänsten på nytt utlystes erhöll Bergöö den. Bergöö var i grunden konservativ, men ändå öppen för nödvändigheten av reformer. Bergöös tid som borgmästare var en tid av stora förändringar för staden. Apotekaren August Theofil Blomberg som blev Lindesbergs första ordförande i stadsfullmäktige sade om honom att han hade "ett gott hjärta och ett olympiskt lugn som ingen kunde rubba". Han ville dock gärna se att saker sköttes på hans vis. Bland annat då stadsfullmäktige vid ett rådmansval satte upp en egen kandidat, blev han uppmanad av borgmästaren av dra tillbaka sin kandidatur, och gjorde då så. Han blev kvar på posten som borgmästare i Lindesberg fram till sin död.
Hans dotter Anna Hjelmkvist kämpade för kvinnlig rösträtt i Sverige.